# آل مالفوي

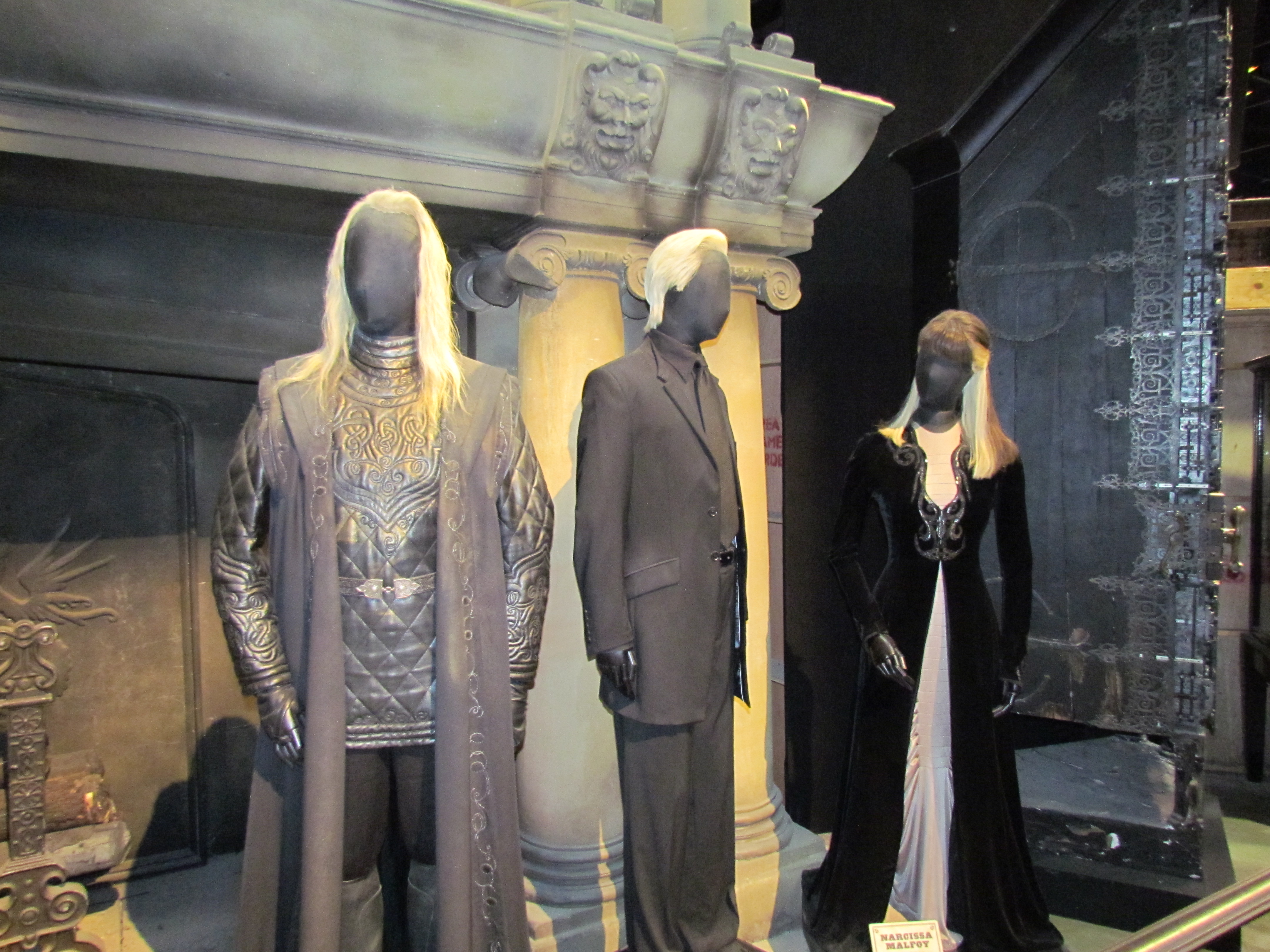
أزياء أفلام (من اليسار إلى اليمين) لوشيوس مالفوي، دراكو مالفوي ونارسيسا مالفوي.

عائلة مالفوي، هي إحدى عائلات العالم السحري في سلسلة هاري بوتر وهي عائلة كريهة تعامل الجميع بكبرياء ولاتحب أي شخص وتؤمن بضرورة اتحاد الدم النقي والقضاء على الدم الموحل وتعتبر عائلة مالفوي من أكثر المؤيدين للورد فولدمورت كما انهم من أكلة الموت.